# Moldavie au Concours Eurovision de la chanson 2023
La Moldavie est l'un des trente-sept pays participant au Concours Eurovision de la chanson 2023, qui se tient du 9 au 13 mai 2023 à Liverpool au Royaume-Uni. Le pays est représenté par Pasha Parfeny, avec sa chanson Soarele și luna. Le pays se classe 18e avec 96 points lors de la finale.

## Sélection
La participation de la Moldavie à l'Eurovision 2023 est confirmée par l'UER le 20 octobre 2023, lorsque celle-ci publie la liste officielle des pays participants.
Le 23 décembre de la même année, TRM annonce que le représentant sera choisi au moyen d'une nouvelle émission de sélection nationale, intitulée Etapa Națională.

### Format
33 artistes participent à la sélection. Elle consiste en deux étapes: une phase d'auditions, à l'issue de laquelle dix chansons sont retenues par les votes d'un jury, et une finale, où un autre jury et le public moldave départagent les dix finalistes pour trouver le représentant moldave à l'Eurovision,.

### Participants
Les artistes intéressés ont pu soumettre leurs chansons à TRM du 23 décembre 2022 au 16 janvier 2023. La liste des 33 participants est révélée par TRM le 17 janvier 2023.
Avant les auditions, TRM annonce avoir disqualifié deux des chansons participantes: Squeeze Paradise de NÖRDIKA, car la chanson avait déjà été publiée sur YouTube en 2012, enfreignant ainsi le règlement de l'Eurovision, et In questo domani de Massimo Sinceri ft.featuring DA-MUSE, car l'artiste princcipal, Massimo Sinceri, n'est pas citoyen moldave, allant ainsi à l'encontre du règlement d'Etapa Națională.

De plus, LOLA n'ayant pas pu se rendre aux auditions, elle est elle aussi disqualifiée.
Les auditions ont lieu le 28 janvier 2023. Un jury composé de cinq membres, parmi lesquels se trouvait Vasile Advahov, l'un des représentants moldaves lors de l'édition précédente, a sélectionné dix artistes pour participer à la finale.

Le classement détaillé des auditions a été rendu public le 31 janvier 2023.
- Finaliste

| Ordre | Artiste                       | Titre                      | Langue            | Auteur(s)                                      | Score | Place |
| ----- | ----------------------------- | -------------------------- | ----------------- | ---------------------------------------------- | ----- | ----- |
| 1     | Formaţia Vele                 | Jocul neamului moldovenesc | Roumain           | Ivan Sparivac, Sergiu Carai                    | 22    | 27    |
| 2     | Corina Ivanov                 | When Love's Real           | Anglais           | Mike Connaris, Mia Nicolai                     | 44    | 10    |
| 3     | Nördika                       | Damn and Down              | Anglais           | Ruslan Țăranu                                  | 45    | 7     |
| 4     | Nihilist & Lisa Nicky         | Final Destination          | Anglais           | Elizaveta Pînzari, Vladimir Bejenari           | 27    | 25    |
| 5     | Victor Gulick                 | Let's Dance                | Anglais           | Victor Gulick, Serghei Lututovici              | 45    | 8     |
| 6     | Surorile Osoianu              | Bade, bădişor, bădiţă      | Roumain           | Elena Ioniță, Jonathan Alexandru               | 47    | 6     |
| 7     | OL                            | Why You Play It Cool       | Anglais           | Olga Lisicova                                  | 48    | 5     |
| 8     | Adelina Iordachi              | Deja Vu                    | Anglais           | Doina Sclifos                                  | 43    | 11    |
| 9     | Nikko T.                      | Destiny                    | Anglais           | Gloria Gorceag, Vitalie Cătană                 | 28    | 22    |
| 10    | Crista                        | Pădure verde pădure        | Roumain           | Cristina Baban                                 | 43    | 13    |
| 11    | SunStroke Project             | Yummy Mommy                | Anglais           | Mihai Teodor, Sergei Ialovițski                | 55    | 1     |
| 12    | Nr 11                         | Adio                       | Roumain           | Nadejda "Stetiuc" Rotaru                       | 21    | 29    |
| 13    | Vera                          | Vremea ta                  | Roumain, anglais  | Vera Țurcanu, Nikos Sofīs                      | 35    | 17    |
| 14    | Sasha Bognibov                | My Favourite Schoolgirl    | Anglais           | Sasha Bognibov                                 | 19    | 30    |
| 15    | Rise                          | Don't Trumble              | Anglais           | Lidia Scarlat, Ivan Aculov                     | 41    | 14    |
| 16    | Ada Deea                      | Mystic Rose                | Anglais           | Rafael Artesero, Jose Juan Santana             | 40    | 15    |
| 17    | Cosmina                       | Indestructible             | Anglais           | Cosmina Cotoros, Shawn Myers, Jonas Gladinkoff | 45    | 9     |
| 18    | Lisa Volk                     | Scrisoare către ţară       | Roumain           | Elisaveta Smirnova, Marian Stîrcea             | 28    | 23    |
| 19    | Angel Kiss                    | Now I Know                 | Anglais           | Roxana Emilia Elekes, Samuel Bugia Garrido     | 30    | 21    |
| 20    | Gesica Sîrbu                  | I'm in Love                | Anglais           | Eugen Doibani                                  | 22    | 28    |
| 21    | Aliona Moon                   | Du-mă                      | Roumain           | Ștefan Burlacu, Vlad Subujac, Aliona Munteanu  | 49    | 4     |
| 22    | Tatiana Pituşcan              | Mioriţa                    | Anglais, roumain  | Elad Lahmany, Tatiana Pitușcan                 | 32    | 20    |
| 23    | Pasha Parfeny                 | Soarele și Luna            | Roumain           | Pavel Parfeni, Andrei Vulpe, Iuliana Perfeni   | 53    | 2     |
| 24    | Ricky Ardezianu               | Una rosa rossa             | Italien, roumain  | Ricky Ardezianu, Ianoș Țurcanu, Ion Istrati    | 23    | 26    |
| 25    | Harmony Scuffle               | Favourite One              | Anglais           | Lev Logvinenco, Vadim Psariov                  | 33    | 19    |
| 26    | Valeria Condrea               | We're Now Different        | Anglais           | Valeria Condrea                                | 40    | 16    |
| 27    | Diana Elmas                   | Miracle                    | Anglais           | Ylva Persson, Linda Persson                    | 34    | 18    |
| 28    | Nino                          | It Would Be Nice           | Anglais           | Sergiu Cristian Baba                           | 28    | 24    |
| 29    | Y-Limit                       | Live in Harmony            | Anglais           | Roman Lupu, Pavel Malisev                      | 43    | 12    |
| 30    | Donia                         | Red Zone                   | Anglais           | Donia Ianculescu, Robert Andrei Niculae        | 52    | 3     |
| —     | Lola                          | Temperatura                | Roumain, espagnol | Eugen Doibani                                  | —     | —     |
| —     | Nördika                       | Skueeze Paradise           | Anglais           | Ruslan Țăranu                                  | —     | —     |
| —     | Massimo Sinceri feat. Da-Muse | In questo domani           | Italien           | Massimo Sinceri, Vozian Dumitrita              | —     | —     |

### Finale
La finale est diffusée le samedi 4 mars 2023; ses résultats sont déterminés à 50% par les votes du public moldave, et à 50% des votes d'un jury de cinq membres, qui tranchent en cas d'égalité.
L'entracte a été assuré par Zdob și Zdub et Frații Advahov, les représentants moldaves de l'édition précédente, qui ont inteprété leur chanson Trenulețul avec l'Orchestre Symphonique National de Moldavie, ainsi que les participants à l'Eurovision 2023 pour la Lettonie, Sudden Lights, et la Roumanie, Theodor Andrei, qui ont interprété leurs chansons respectives, à savoir Aijā et D.G.T. (Off and On).

La représentante de la Pologne, Blanka, était censée participer à l'entracte elle aussi avec son titre Solo, mais n'a pas pu se rendre en Moldavie.
- Première place
- Deuxième place
- Troisième place
- Dernière place

| Ordre | Artiste           | Titre                 | Jury (50%) | Jury (50%) | Télévote (50%) | Télévote (50%) | Total | Place |
| ----- | ----------------- | --------------------- | ---------- | ---------- | -------------- | -------------- | ----- | ----- |
| 1     | Donia             | Red Zone              | 24         | 5          | 196            | 6              | 11    | 5     |
| 2     | OL                | Why You Play It Cool  | 29         | 6          | 56             | 1              | 7     | 6     |
| 3     | Victor Gulick     | Let's Dance           | 17         | 3          | 72             | 2              | 5     | 9     |
| 4     | Surorile Osoianu  | Bade, bădişor, bădiţă | 35         | 7          | 1 524          | 8              | 15    | 4     |
| 5     | Cosmina           | Indestructible        | 10         | 2          | 113            | 5              | 7     | 8     |
| 6     | Nördika           | Damn and Down         | 10         | 1          | 100            | 4              | 5     | 10    |
| 7     | Aliona Moon       | Du-mă                 | 52         | 10         | 1 133          | 7              | 17    | 3     |
| 8     | SunStroke Project | Yummy Mommy           | 36         | 8          | 2 276          | 10             | 18    | 2     |
| 9     | Pasha Parfeny     | Soarele și Luna       | 53         | 12         | 5 428          | 12             | 24    | 1     |
| 10    | Corina Ivanov     | When Love's Real      | 24         | 4          | 81             | 3              | 7     | 7     |

| Chanson               | G. Tocari | V. Constandoi | L. Melnic | V. Atanasov | G. Mustea | Total |
| --------------------- | --------- | ------------- | --------- | ----------- | --------- | ----- |
| Red Zone              | 2         | 2             | 8         | 6           | 6         | 24    |
| Why You Play It Cool  | 8         | 5             | 6         | 8           | 2         | 29    |
| Let's Dance           | 4         | 3             | 4         | 3           | 3         | 17    |
| Bade, bădişor, bădiţă | 5         | 8             | 7         | 7           | 8         | 35    |
| Indestructible        | 3         | 4             | 1         | 1           | 1         | 10    |
| Damn and Down         | 1         | 1             | 2         | 2           | 4         | 10    |
| Du-mă                 | 10        | 10            | 10        | 12          | 10        | 52    |
| Yummy Mommy           | 7         | 12            | 5         | 5           | 7         | 36    |
| Soarele și Luna       | 12        | 7             | 12        | 10          | 12        | 53    |
| When Love's Real      | 6         | 6             | 3         | 4           | 5         | 24    |

## À l'Eurovision
La Moldavie participera à la seconde moitié de la première demi-finale, le mardi 9 mai. Elle s'y classe 5e avec 109 points, se qualifiant donc pour la finale. Lors de celle-ci, elle termine à la 18e place avec 96 points.